# Tetronarce
Tetronarce é um gênero de peixes-raia, comumente conhecidos como raias-elétricas. São habitantes de fundo de movimento lento, capazes de gerar eletricidade como mecanismo de defesa e alimentação. As espécies de Tetronarce tendem a atingir um tamanho muito maior, de até 180 cm de comprimento total, do que as espécies de raias-elétricas do gênero Torpedo, que geralmente variam de 25 a 80 cm.

## Espécies
Existem nove espécies reconhecidas neste gênero:
| Imagem | Nome                                                                | Nome comum                    | Distribuição |
| ------ | ------------------------------------------------------------------- | ----------------------------- | --- |
|        | Tetronarce californica Ayres, 1855                                  | Raia-elétrica-do-pacífico     | nordeste do Oceano Pacífico, da Baixa Califórnia à Colúmbia Britânica.                                                    |
|        | Tetronarce cowleyi [en] Ebert, D. L. Haas & M. R. de Carvalho, 2015 | Raia-torpedo-de-cowley        | ao redor do sul da África, da Baía de Walvis, Namíbia, à Baía de Algoa, Cabo Oriental, África do Sul                      |
|        | Tetronarce fairchildi [en] F. W. Hutton, [en] 1872                  | Raia-torpedo-da-nova-zelândia | Nova Zelândia |
|        | Tetronarce formosa [en] D. L. Haas & Ebert, 2006                    | Raia-torpedo-de-taiwan        | Noroeste do Pacífico: Taiwan.                                                                                             |
|        | Tetronarce macneilli [en] Whitley [en], 1932                        | Raia-torpedo-de-cauda-curta   | sul da Austrália, de Port Hedland aos Recifes de Swain                                                                    |
|        | Tetronarce nobiliana Bonaparte, 1835                                | Raia-torpedo-do-atlântico     | Oceano Atlântico, da Nova Escócia ao Brasil no oeste e da Escócia à África Ocidental e ao largo do sul da África no leste |
|        | Tetronarce puelcha [en] Lahille [en], 1926                          | Raia-torpedo-argentina        | Argentina, Brasil e Uruguai.                                                                                              |
|        | Tetronarce tokionis [en] S. Tanaka (I) [en], 1908                   | Raia-torpedo-trapezoidal      | Japão e Taiwan. |
|        | Tetronarce tremens F. de Buen [en], 1959                            | Raia-torpedo-chilena          | Chile, Colômbia, Costa Rica, Equador e Peru.                                                                              |